# Partecipanti alla Gand-Wevelgem 2023
Elenco dei partecipanti alla Gand-Wevelgem 2023.
La Gand-Wevelgem 2023 è stata l'ottantacinquesima edizione della corsa. Alla competizione presero parte 25 squadre: le diciotto iscritte all'UCI World Tour 2023 e sette dell'UCI ProTeam.
Accreditati alla partenza 174 ciclisti.

## Corridori per squadra
Nota: R ritirato, NP non partito, FT fuori tempo, SQ squalificato
| Intermarché-Circus-Wanty | Intermarché-Circus-Wanty | Intermarché-Circus-Wanty | Soudal Quick-Step     | Soudal Quick-Step     | Soudal Quick-Step     | Alpecin-Deceuninck     | Alpecin-Deceuninck       | Alpecin-Deceuninck     |
| ------------------------ | ------------------------ | ------------------------ | --------------------- | --------------------- | --------------------- | ---------------------- | ------------------------ | ---------------------- |
| N°                       | Ciclista                 | Clas.                    | N°                    | Ciclista              | Clas.                 | N°                     | Ciclista                 | Clas.                  |
| 1                        | Biniam Girmay            | 97°                      | 11                    | Tim Merlier           | 14°                   | 21                     | Jasper Philipsen         | R                      |
| 2                        | Baptiste Planckaert      | R                        | 12                    | Yves Lampaert         | 67°                   | 22                     | Silvan Dillier           | 90°                    |
| 3                        | Laurenz Rex              | 45°                      | 13                    | Kasper Asgreen        | 93°                   | 23                     | Robbe Ghys               | 96°                    |
| 4                        | Hugo Page                | R                        | 14                    | Fabio Jakobsen        | R                     | 24                     | Søren Kragh Andersen     | 68°                    |
| 5                        | Boy van Poppel           | R                        | 15                    | Tim Declercq          | R                     | 25                     | Alexander Krieger        | 76°                    |
| 6                        | Mike Teunissen           | 91°                      | 16                    | Florian Sénéchal      | 27°                   | 26                     | Maurice Ballerstedt      | R                      |
| 7                        | Taco van der Hoorn       | R                        | 17                    | Bert Van Lerberghe    | 28°                   | 27                     | Gianni Vermeersch        | 24°                    |
| Jumbo-Visma              | Jumbo-Visma              | Jumbo-Visma              | AG2R Citroën Team     | AG2R Citroën Team     | AG2R Citroën Team     | Lidl-Trek              | Lidl-Trek                | Lidl-Trek              |
| N°                       | Ciclista                 | Clas.                    | N°                    | Ciclista              | Clas.                 | N°                     | Ciclista                 | Clas.                  |
| 31                       | Wout Van Aert            | 2°                       | 41                    | Greg Van Avermaet     | 85°                   | 51                     | Jasper Stuyven           | 36°                    |
| 32                       | Christophe Laporte       | 1°                       | 42                    | Pierre Gautherat      | 34°                   | 52                     | Toms Skujiņš             | 51°                    |
| 33                       | Olav Kooij               | 8°                       | 43                    | Lawrence Naesen       | R                     | 53                     | Daan Hoole               | 98°                    |
| 34                       | Timo Roosen              | 81°                      | 44                    | Oliver Naesen         | 18°                   | 54                     | Alex Kirsch              | 26°                    |
| 35                       | Tim van Dijke            | 77°                      | 45                    | Valentin Retailleau   | 40°                   | 55                     | Mads Pedersen            | 5                      |
| 36                       | Jos van Emden            | R                        | 46                    | Damien Touzé          | R                     | 56                     | Otto Vergaerde           | NP                     |
| 37                       | Nathan Van Hooydonck     | 16°                      | 47                    | Stan Dewulf           | 74°                   | 57                     | Edward Theuns            | 94°                    |
| Astana Qazaqstan Team    | Astana Qazaqstan Team    | Astana Qazaqstan Team    | Bahrain Victorious    | Bahrain Victorious    | Bahrain Victorious    | Bora-Hansgrohe         | Bora-Hansgrohe           | Bora-Hansgrohe         |
| N°                       | Ciclista                 | Clas.                    | N°                    | Ciclista              | Clas.                 | N°                     | Ciclista                 | Clas.                  |
| 61                       | Mark Cavendish           | NP                       | 71                    | Matej Mohorič         | 43°                   | 81                     | Sam Bennett              | R                      |
| 62                       | Evgenij Gidič            | R                        | 72                    | Kamil Gradek          | R                     | 82                     | Marco Haller             | 39°                    |
| 63                       | Leonardo Basso           | R                        | 73                    | Jonathan Milan        | R                     | 83                     | Shane Archbold           | R                      |
| 64                       | Evgenij Fëdorov          | 58°                      | 74                    | Nikias Arndt          | 19°                   | 84                     | Jordi Meeus              | R                      |
| 65                       | Dmitrij Gruzdev          | 78°                      | 75                    | Andrea Pasqualon      | 49°                   | 85                     | Ryan Mullen              | R                      |
| 66                       | Davide Martinelli        | R                        | 76                    | Filip Maciejuk        | R                     | 86                     | Nils Politt              | 20°                    |
| 67                       | Gleb Syrica              | 46°                      | 77                    | Fred Wright           | 23°                   | 87                     | Danny van Poppel         | 9°                     |
| Cofidis                  | Cofidis                  | Cofidis                  | EF Education-EasyPost | EF Education-EasyPost | EF Education-EasyPost | Groupama-FDJ           | Groupama-FDJ             | Groupama-FDJ           |
| N°                       | Ciclista                 | Clas.                    | N°                    | Ciclista              | Clas.                 | N°                     | Ciclista                 | Clas.                  |
| 91                       | Piet Allegaert           | 35°                      | 101                   | Alberto Bettiol       | R                     | 111                    | Arnaud Démare            | 79°                    |
| 92                       | Simone Consonni          | R                        | 102                   | Stefan Bissegger      | 64°                   | 112                    | Lewis Askey              | 59°                    |
| 93                       | Wesley Kreder            | 73°                      | 103                   | Owain Doull           | 57°                   | 113                    | Stefan Küng              | 52°                    |
| 94                       | Christophe Noppe         | 31°                      | 104                   | Marijn van den Berg   | 37°                   | 114                    | Olivier Le Gac           | 54°                    |
| 95                       | Max Walscheid            | 82°                      | 105                   | Jonas Rutsch          | 30°                   | 115                    | Fabian Lienhard          | 33°                    |
| 96                       | Alexis Renard            | 7°                       | 106                   | Tom Scully            | R                     | 116                    | Jake Stewart             | R                      |
| 97                       | Jelle Wallays            | R                        | 107                   | Łukasz Wiśniowski     | R                     | 117                    | Samuel Watson            | 47°                    |
| Ineos Grenadiers         | Ineos Grenadiers         | Ineos Grenadiers         | Movistar Team         | Movistar Team         | Movistar Team         | Team Arkéa-Samsic      | Team Arkéa-Samsic        | Team Arkéa-Samsic      |
| N°                       | Ciclista                 | Clas.                    | N°                    | Ciclista              | Clas.                 | N°                     | Ciclista                 | Clas.                  |
| 121                      | Filippo Ganna            | R                        | 131                   | Fernando Gaviria      | R                     | 141                    | Kévin Ledanois           | R                      |
| 122                      | Kim Heiduk               | 75°                      | 132                   | Iván García Cortina   | R                     | 142                    | Andrij Ponomar           | NP                     |
| 123                      | Michał Kwiatkowski       | R                        | 134                   | Johan Jacobs          | 60°                   | 143                    | David Dekker             | 92°                    |
| 124                      | Jhonatan Narváez         | 13°                      | 135                   | Mathias Norsgaard     | R                     | 144                    | Jenthe Biermans          | 87°                    |
| 125                      | Magnus Sheffield         | 38°                      | 136                   | Lluís Mas             | R                     | 145                    | Daniel McLay             | 10°                    |
| 126                      | Connor Swift             | R                        | 137                   | Iván Romeo            | R                     | 146                    | Luca Mozzato             | 29°                    |
| 127                      | Ben Turner               | 53°                      |                       |                       |                       | 147                    | Clément Russo            | R                      |
| Team DSM                 | Team DSM                 | Team DSM                 | Team Jayco AlUla      | Team Jayco AlUla      | Team Jayco AlUla      | UAE Team Emirates      | UAE Team Emirates        | UAE Team Emirates      |
| N°                       | Ciclista                 | Clas.                    | N°                    | Ciclista              | Clas.                 | N°                     | Ciclista                 | Clas.                  |
| 151                      | John Degenkolb           | 12°                      | 161                   | Dylan Groenewegen     | 44°                   | 171                    | Tim Wellens              | 61°                    |
| 152                      | Sean Flynn               | R                        | 162                   | Luka Mezgec           | 86°                   | 172                    | Pascal Ackermann         | 11°                    |
| 153                      | Pavel Bittner            | R                        | 163                   | Luke Durbridge        | 62°                   | 173                    | Matteo Trentin           | 21°                    |
| 154                      | Tobias Lund Andresen     | R                        | 164                   | Elmar Reinders        | 63°                   | 174                    | Vegard Stake Laengen     | R                      |
| 155                      | Nils Eekhoff             | R                        | 165                   | Campbell Stewart      | R                     | 175                    | Felix Groß               | R                      |
| 156                      | Casper van Uden          | R                        | 166                   | Zdeněk Štybar         | 84°                   | 176                    | Rui Oliveira             | R                      |
| 157                      | Kevin Vermaerke          | R                        | 167                   | Kelland O'Brien       | 89°                   | 177                    | Mikkel Bjerg             | 6°                     |
| Lotto Dstny              | Lotto Dstny              | Lotto Dstny              | Team Flanders-Baloise | Team Flanders-Baloise | Team Flanders-Baloise | Bingoal WB             | Bingoal WB               | Bingoal WB             |
| N°                       | Ciclista                 | Clas.                    | N°                    | Ciclista              | Clas.                 | N°                     | Ciclista                 | Clas.                  |
| 181                      | Arnaud De Lie            | 42°                      | 191                   | Ruben Apers           | R                     | 201                    | Louis Blouwe             | R                      |
| 182                      | Caleb Ewan               | 66°                      | 193                   | Vito Braet            | 50°                   | 202                    | Dorian De Maeght         | R                      |
| 183                      | Cédric Beullens          | 71°                      | 194                   | Alex Colman           | R                     | 203                    | Ludovic Robeet           | 88°                    |
| 184                      | Jasper De Buyst          | 95°                      | 195                   | Sander De Pestel      | R                     | 204                    | Cériel Desal             | 70°                    |
| 185                      | Frederik Frison          | 4°                       | 196                   | Milan Fretin          | R                     | 205                    | Luca Van Boven           | R                      |
| 186                      | Brent Van Moer           | 22°                      | 197                   | Jules Hesters         | R                     | 206                    | Guillaume Van Keirsbulck | 65°                    |
| 187                      | Florian Vermeersch       | 17°                      | 198                   | Aaron Van Poucke      | R                     | 207                    | Julian Mertens           | R                      |
| Human Powered Health     | Human Powered Health     | Human Powered Health     | Israel-Premier Tech   | Israel-Premier Tech   | Israel-Premier Tech   | Uno-X Pro Cycling Team | Uno-X Pro Cycling Team   | Uno-X Pro Cycling Team |
| N°                       | Ciclista                 | Clas.                    | N°                    | Ciclista              | Clas.                 | N°                     | Ciclista                 | Clas.                  |
| 211                      | Stephen Bassett          | R                        | 221                   | Sep Vanmarcke         | 3°                    | 231                    | Alexander Kristoff       | 69°                    |
| 212                      | Adam de Vos              | R                        | 222                   | Hugo Houle            | NP                    | 232                    | Louis Bendixen           | R                      |
| 213                      | Colin Joyce              | 80°                      | 223                   | Derek Gee             | R                     | 233                    | Martin Urianstad         | 55°                    |
| 214                      | Bart Lemmen              | R                        | 224                   | Jens Reynders         | 72°                   | 234                    | Erik Resell              | 56°                    |
| 215                      | Benjamin Perry           | NP                       | 225                   | Tom Van Asbroeck      | 41°                   | 235                    | Søren Wærenskjold        | 25°                    |
| 216                      | Sebastian Schönberger    | R                        | 226                   | Guy Sagiv             | R                     | 236                    | William Blume Levy       | R                      |
| 217                      | Gijs Van Hoecke          | R                        | 227                   | Rick Zabel            | NP                    | 237                    | Rasmus Tiller            | 15°                    |
| TotalEnergies            |                          |                          |                       |                       |                       |                        |                          |                        |
| N°                       | Ciclista                 | Clas.                    |                       |                       |                       |                        |                          |                        |
| 241                      | Peter Sagan              | 83°                      |                       |                       |                       |                        |                          |                        |
| 242                      | Edvald Boasson Hagen     | R                        |                       |                       |                       |                        |                          |                        |
| 243                      | Daniel Oss               | R                        |                       |                       |                       |                        |                          |                        |
| 244                      | Sandy Dujardin           | R                        |                       |                       |                       |                        |                          |                        |
| 245                      | Geoffrey Soupe           | R                        |                       |                       |                       |                        |                          |                        |
| 246                      | Anthony Turgis           | 32°                      |                       |                       |                       |                        |                          |                        |
| 247                      | Dries Van Gestel         | 48°                      |                       |                       |                       |                        |                          |                        |